# Mangora chispa
Mangora chispa là một loài nhện trong họ Araneidae.
Loài này thuộc chi Mangora. Mangora chispa được Herbert Walter Levi miêu tả năm 2007.